# Zorzines bhutanica
Zorzines bhutanica là một loài bướm đêm trong họ Noctuidae.